# Руссель-Рузмон, Томас
Томас Руссель-Рузмон (англ. Thomas Roussel-Roozmon; 8 января 1988, Лаваль) — канадский шахматист, гроссмейстер (2010).
В составе сборной Канады участник 3-х Олимпиад (2006—2010).

## Изменения рейтинга
| Графики недоступны из-за технических проблем. См. информацию на Фабрикаторе и на mediawiki.org. |